# Новосибирска острва
Новосибирска острва су архипелаг у Северном леденом океану северно од источне обале Сибира, између Источносибирског мора на истоку и Лаптевског мора на западу. Од Сибира их одваја мореуз Дмитриј Лаптев. Острва имају површину од 36.290 km², са највишом котом од 374 m.
Архипелаг се састоји од три групе острва: Љаховска острва, Анжу острва (Новосибирска острва у ужем смислу површине од 29.000 km²) и Де Лонгових острва. Већа острва су Нови Сибир, Фадејевскиј, Котељниј и Бољшој. Цео архипелаг припада Јакутској републици у Русији. То је тундра, која је већим делом године (преко девет месеци) прекривана снегом и ледом. Острва насељавају, северни јелени, поларне лисице и много разноврсних птица. На острвима се налази радио-метеоролошка станица.

## Геологија
Као што је приметио Дигби и бројне касније публикације, овај архипелаг се састоји од мешавине набораних и раседаних седиментних и магматских стена у распону старости од прекамбрија до плиоцена. Лјаховска острва се састоје од набораног и раседаног склопа преткамбријских метаморфних стена; горњи палеозоични до тријасног пешчара и шкриљаца; Турбидити из јуре до ниже креде; Гранити из креде, и офиолити. Острва Анжу се састоје од високо раседаног и набораног склопа кречњака насталог од ордовиција до девона, доломита, пешчара, шкриљаца, вулканокластичних слојева и магматских стена; Пешчара и шкриљца из горње палеозоика до тријаса; Турбидита из јуре до ниже креде, и горњокредних до плиоценских пешчара и шкриљаца. Острва Де Лонг се састоје од креде и неогених седиментних и магматских (углавном базалтних) стена из раног од средњег палеозоика. Ове седиментне, метаморфне и магматске стене покривене су лабавим плеистоценским и холоценским седиментима чија се дебљина креће од делића метра до око 35 meters (115 feet).
Дигби је такође приметио да неки рани радови објављени о Новосибирским острвима погрешно их описују, често заједно са другим арктичким острвима (нпр. Врангелово острво), да су састављена или скоро у потпуности од костију мамута и кљова или од леда, песка, и кости мамута и друге изумрле мегафауне. Неке од ових радова написале су особе (нпр. Д. Гат Витли) које никада нису посетиле Новосибирска острва и ослањале су се на анегдоте трговаца и путника и локални фолклор за своје описе, а друге чланке су написали истраживачи и ловци на слоновачу необучени у геологији и у другим наукама. Детаљне студије геологије Новосибирских острва од стране професионалних геолога, палеонтолога и других научника су показале да су такве изјаве по природи измишљене.

### Депозити слоноваче
Као што је приметио барон Едуард В. Тол у свом извештају о Новосибирским острвима, унутар њих се понегде јављају повеће и економски значајне акумулације фосилне слоноваче. Слоновача, заједно са мамутовим и другим костима, налажена је на скорашњим плажама, дренажним подручјима, речним терасама и речним коритима. Новосибирска острва су јединствена по сахрањивању и очувању фосилне слоноваче „у тако дивном стању очуваности да се тако пронађене кљове не могу разликовати од најбоље и најчистије слоноваче“.
Обилне кости, чак и скелети, мамута, носорога, мошусног вола и друге мегафауне, заједно са мамутовом слоновачом која се налази на овим острвима, очувани су пермафростом, у који су уклопљени. Пермафрост се периодично развијао у касноплеистоценским седиментима леса, солифлукције, бара и потока како су се акумулирали. Радиокарбонско датирање костију, слоноваче и биљака, оптички стимулисано луминисцентно датирање затворених седимената и уранијум-торијумско датирање повезаних тресета показују да су се акумулирали у периоду од неких 200.000 година. Радиокарбонски датуми добијени из колагена 87 кљова и костију мамута прикупљених са острва Фадејевски, Котелни и Нови Сибир кретали су се од 9470±40 до више од 50 000 година пре садашњости (14C).

## Важна подручја за птице
Невладина организација BirdLife International је прогласила читав архипелаг за важно подручје за птице, јер подржава размножавање многих врста птица.

## Клима
Клима је арктичка и оштра. Снежни покривач је присутан 9 месеци у години.
- Просечна температура у јануару: −28 °C to −31 °C
- Температура у јулу: На обалама ледена арктичка вода одржава релативно ниске температуре. Просечне максималне температуре од +8 °C до +11 °C и просечне минималне температуре од -3 °C до +1 °C. У унутрашњости острва просечне максималне температуре у јулу су +16 °C до +19 °C, а просечне минималне температуре +3 °C до +6 °C.
- Падавине: до 132 mm годишње

| Клима Котелних острва          | Клима Котелних острва | Клима Котелних острва | Клима Котелних острва | Клима Котелних острва | Клима Котелних острва | Клима Котелних острва | Клима Котелних острва | Клима Котелних острва | Клима Котелних острва | Клима Котелних острва | Клима Котелних острва | Клима Котелних острва | Клима Котелних острва |
| Показатељ \ Месец              | .Јан.                 | .Феб.                 | .Мар.                 | .Апр.                 | .Мај.                 | .Јун.                 | .Јул.                 | .Авг.                 | .Сеп.                 | .Окт.                 | .Нов.                 | .Дец.                 | .Год.                 |
| ------------------------------ | --------------------- | --------------------- | --------------------- | --------------------- | --------------------- | --------------------- | --------------------- | --------------------- | --------------------- | --------------------- | --------------------- | --------------------- | --------------------- |
| Апсолутни максимум, °C (°F)    | −7,2 (19)             | −3,3 (26,1)           | −4,8 (23,4)           | 0,3 (32,5)            | 6,2 (43,2)            | 22,7 (72,9)           | 25,1 (77,2)           | 20,2 (68,4)           | 11,8 (53,2)           | 1,8 (35,2)            | −2,5 (27,5)           | −3,1 (26,4)           | 25,1 (77,2)           |
| Максимум, °C (°F)              | −26,1 (−15)           | −26,4 (−15,5)         | −24,2 (−11,6)         | −16,9 (1,6)           | −6,2 (20,8)           | 1,4 (34,5)            | 5,7 (42,3)            | 4,3 (39,7)            | 0,3 (32,5)            | −8,1 (17,4)           | −18,2 (−0,8)          | −23,8 (−10,8)         | −11,5 (11,3)          |
| Просек, °C (°F)                | −29,3 (−20,7)         | −29,7 (−21,5)         | −27,5 (−17,5)         | −20,3 (−4,5)          | −8,6 (16,5)           | −0,4 (31,3)           | 2,9 (37,2)            | 2,1 (35,8)            | −1,2 (29,8)           | −10,7 (12,7)          | −21,5 (−6,7)          | −27,0 (−16,6)         | −14,3 (6,3)           |
| Минимум, °C (°F)               | −32,6 (−26,7)         | −32,9 (−27,2)         | −30,9 (−23,6)         | −24,2 (−11,6)         | −11,4 (11,5)          | −2,1 (28,2)           | 0,6 (33,1)            | 0,2 (32,4)            | −3,0 (26,6)           | −13,7 (7,3)           | −24,8 (−12,6)         | −30,3 (−22,5)         | −17,1 (1,2)           |
| Апсолутни минимум, °C (°F)     | −44,9 (−48,8)         | −49,9 (−57,8)         | −46,1 (−51)           | −46,2 (−51,2)         | −28,6 (−19,5)         | −14,9 (5,2)           | −6,0 (21,2)           | −9,2 (15,4)           | −18,6 (−1,5)          | −40,2 (−40,4)         | −40,2 (−40,4)         | −45,0 (−49)           | −49,9 (−57,8)         |
| Количина падавина, mm (in)     | 7 (0,28)              | 5 (0,2)               | 6 (0,24)              | 8 (0,31)              | 9 (0,35)              | 17 (0,67)             | 26 (1,02)             | 23 (0,91)             | 23 (0,91)             | 16 (0,63)             | 7 (0,28)              | 7 (0,28)              | 154 (6,06)            |
| Дани са кишом                  | 0                     | 0                     | 0                     | 0,1                   | 1                     | 8                     | 15                    | 15                    | 9                     | 0,4                   | 0                     | 0                     | 49                    |
| Дани са снегом                 | 15                    | 16                    | 16                    | 15                    | 22                    | 16                    | 8                     | 11                    | 22                    | 26                    | 18                    | 16                    | 201                   |
| Релативна влажност, %          | 82                    | 82                    | 82                    | 83                    | 87                    | 90                    | 90                    | 91                    | 90                    | 88                    | 84                    | 82                    | 86                    |
| Сунчани сати — месечни просек  | 0                     | 7                     | 147                   | 283                   | 197                   | 178                   | 168                   | 100                   | 44                    | 14                    | 0                     | 0                     | 1.138                 |
| Извор #1: Pogoda.ru.net        |                       |                       |                       |                       |                       |                       |                       |                       |                       |                       |                       |                       |                       |
| Извор #2: NOAA (sun 1961–1990) |                       |                       |                       |                       |                       |                       |                       |                       |                       |                       |                       |                       |                       |

## Фото галерија
- Метеоролошка станица на острву Котелни (Острва Анжу; 74°38’N, 139°10’E)
- Острво Белковски, залив Тило (Острва Анжу; 75°35’30’’N, 135°38’44’’E)
- Острво Белковски (Острва Анжу; 75°35’30’’N, 135°38’44’’E)
- Острво Белковски (Острва Анжу; 75°35’30’’N, 135°38’44’’E)
- Острво Стрижов, мало стеновито острво на југозападном делу острва Белковски (75°18’40‘‘N, 135°28’52E)
- Острво Бенет (Де Лонг острва) између рта Софије и рта Емелин (76°41‘37‘‘N, 149°20‘E)
- Бенет острво – М/С Ханситик усидрен код северне обале
- Острво Бенет, северна обала – пејзаж тундре (76°44‘30‘‘N, 149°21‘19‘‘E)
- Острво Бенет, северна обала – пејзаж тундре
- Острво Болшој Љаховски, поглед на полуострво Кигилјах